# 乐器木材
木材音色 这个词通常是指在用木制材质（木材）制作乐器时，不同的材质会有不同声学特质。

## 木材音色

### 侧板和背板
- 巴西玫瑰木（Brazilian Rosewood），是一种非常珍贵的薔薇木（Rosewood），但由于巴西政府已经禁止采伐，所以更加稀少。音色温暖平顺，中低频较强。颜色从红褐色至深咖啡色。此外俗名玫瑰木是來自Rosewood的中文直譯，在此非為桃金娘科的玫瑰木。

- 桃花心木（Mahogany）可以说是玫瑰木的代替选择。音色温暖而富低频，略逊于玫瑰木。但由于它的音性较有个性，外加价钱便宜，固而成为吉他常用的背侧板木材之一。如Martin的D-18。

### 面板
面板是空心弦乐器最重要的一个部件，因此也叫音板，顾名思义，就是产生声音的那块板。
- 赤松、雲杉（Spruce）是最常用面板木材。它的音色亮而共鸣好。但也有人认为这种木材制作的面板比较难于“开音”。

- 雪松（Cedar）广泛分布于欧洲、北美及中国东北。其音色温暖并比云杉有更明显的中高频共振。作为古典吉他的面板材料已经被使用了数百年。相较于云杉，比较容易开音。

- 枫木（Maple）因其纹理比较漂亮，因此也常用于面板制作。音色非常明亮。